# Alej
Alej (russisk: Алей, tr. Alej) er en flod i Altaj kraj i Rusland. Den er en venstre biflod til Ob, og er 858 km lang, med et afvandingsareal på 21.100 km².
Alej har sit udspring i de nordvestligste udløb af Altajbjergkæden i Kasakhstan nær grænsen til Rusland. Floden løber meget snoet over stepperne i Altaj kraj, og munder ud i Ob ved Ust-Aleika syd for Barnaul. Før mundingen er floden omkring 70 m bred og 1,5 m dyb. Dechargen ved Khabasino, 46 km før mundingen er 33,8 m³/s (minimum i februar: 3,5 m³/s, maksimum i maj: 144 m³/s). Alej er frosset til fra november til april.
Ved Alej ligger byerne Rubtsovsk og Alejsk. Floden bruges til vanding i de nærliggende landbrugsområder.